# Mary Hopkin
Mary Hopkin, występująca czasem także jako Mary Visconti (ur. 3 maja 1950 w Pontardawe) – walijska wokalistka pop. Największą rozpoznawalność przyniosła jej piosenka „Those Were the Days” z 1968 roku.

## Życiorys
Karierę muzyczną rozpoczęła po tym, jak zespół The Beatles uruchomił wytwórnię płytową Apple Records i rozpoczął poszukiwania wykonawców, których mogliby lansować pod jej szyldem. Popularna modelka Twiggy wypatrzyła na lokalnym przeglądzie telewizyjnym Opportunity Knocks młodą wokalistkę Mary Hopkin i poleciła ją Paulowi McCartneyowi, który wkrótce potem wyprodukował jej debiutancki singiel „Those Were the Days”, który ukazał się pod koniec sierpnia w Wielkiej Brytanii. Hopkin stała się w ten sposób jedną z pierwszych artystek, które zaczęły nagrywać dla nowo powstałej wytwórni. Pomimo konkurencji ze strony innej gwiazdy pop, Sandie Shaw, która również nagrała swoją wersję singla, to piosenka w wykonaniu Hopkin trafiła na pierwsze miejsce brytyjskiej listy przebojów UK Singles Chart i dotarła do drugiego miejsca w amerykańskim rankingu Billboard Hot 100.
2 października 1968 Hopkin wystąpiła w londyńskiej Katedrze Świętego Pawła podczas koncertu Pop Experience, w trakcie którego zaśpiewała trzy swoje piosenki: „Morning of My Life”, „Turn Turn Turn” i „Plaisir d'amour”. 21 lutego 1969 wydała swój debiutancki album pt. Post Card, wyprodukowany przez McCartneya i zawierający m.in. piosenki autorstwa Donovana oraz George’a Martina i Harry’ego Nilssona. Album trafił na trzecie miejsce brytyjskiej listy najchętniej kupowanych płyt. Po rozwiązaniu współpracy z The Beatles McCartney rozpoczął karierę solową i zaprzestał współpracy z Hopkin.
W 1970, reprezentując Wielką Brytanię z utworem „ Knock, Knock Who's There?”, zajęła drugie miejsce w finale 15. Konkursu Piosenki Eurowizji. W następnym roku wyszła za producenta muzycznego Tony'ego Visconti, który wyprodukował jej drugi album studyjny pt. Earth Song, Ocean Song z października 1971. W 1972 wydała składankę przebojów pt. Those Were the Days, a w 1979 – The Welsh World of Mary Hopkin, na którym umieściła swoje piosenki w walijskiej wersji językowej.
Po wyjściu za mąż wycofała się z show businessu i poświęciła się życiu rodzinnemu. Nie zaprzestała jednak całkowicie działalności muzycznej, bowiem uczestniczyła jako piosenkarka sesyjna w nagraniach innych wykonawców, takich jak m.in.: David Bowie, Bert Jansch, The Radiators From Space, Thin Lizzy, Carmen, Sarstedt Brothers, Osibisa, Sparks, Hazel O'Connor czy Elaine Paige. W 1989 wydała album pt. Spirit. W 2007 ukazał się album pt. Valentine, zawierający nagrania Hopkin z lat 1973–1983. W 2009 na rynku pojawiły się dwa kolejne wydawnictwa: Recollections i Now and Then, na których umieszczono piosenki Hopkin nagrane w latach 1970–1988. W 2010 Hopkin wydała album pt. You Look Familiar z utworami, który napisała i wykonała ze swoim synem, Morganem Viscontim. Oprócz syna, wokalistka ma także córkę, Jessicę. W 2013 wydała autorski album pt. Painting by Numbers.

## Dyskografia

### Albumy studyjne
- 1969: Post Card
- 1971: Earth Song, Ocean Song
- 1989: Spirit
- 2007: Valentine
- 2008/09: Recollections
- 2009: Now and Then
- 2010: You Look Familiar
- 2013: Painting by Numbers

### Mini-albumy (EP)
- 1970: With Love
- 1970: From Wales with Love

### Albumy kompilacyjne
- 1972: Those Were the Days
- 1972: The Best of Mary Hopkin
- 1979: The Welsh World of Mary Hopkin
- 1996: Y Caneuon Cynnar/The Early Recordings

### Albumy koncertowe
- 2005: Live At The Royal Festival Hall 1972